# Thomas Chaix
Thomas Chaix (1º agosto 2005) è uno sciatore alpino francese.

## Biografia
Specialista delle prove veloci attivo dal novembre del 2021, Thomas Chaix ha esordito in Coppa Europa il 29 gennaio 2023 a Orcières in discesa libera (71º) e ai Mondiali juniores di Tarvisio 2025 ha vinto la medaglia d'oro nella combinata a squadre; non ha debuttato in Coppa del Mondo e non ha preso parte a rassegne olimpiche o iridate.

## Palmarès

### Mondiali juniores
- 1 medaglia:
  - 1 oro (combinata a squadre a Tarvisio 2025)

### Coppa Europa
- Miglior piazzamento in classifica generale: 195º nel 2025